# Dècada del 490

## Esdeveniments
- Els ostrogots s'imposen a Itàlia i els anglosaxons al sud d'Anglaterra
- Gelasi I exposa la separació entre els poders polítics i religiosos, començant la polèmica sobre quin és més rellevant, que marcarà els següents segles

## Personatges destacats
- Teodoric el Gran
- Clodoveu I, rei dels francs (481 - 511) de la dinastia merovíngia
- Anastasi I Dicor